# (1374) Isora
(1374) Isora est un astéroïde de la ceinture principale aérocroiseur découvert le 21 octobre 1935 par l'astronome belge Eugène Joseph Delporte.

## Historique
Le lieu de découverte, par l'astronome belge Eugène Joseph Delporte, est Uccle.
Sa désignation provisoire, lors de sa découverte le 21 octobre 1935, était 1935 UA.